# Резня в Спрингхилле
Резня в Спрингхилле (англ. Springhill Massacre, ирл. Sléacht Springhill) — перестрелка, произошедшая 9 июля 1972 года в Спрингхилле, квартале Белфаста. Снайперами Британской армии были застрелены пять гражданских лиц.

## События

### По версии ИРА
Спустя три года после начала конфликта в Северной Ирландии счёт жертв исчислялся на сотни: ирландские националисты, боровшиеся за гражданские права и объединение двух Ирландий, вступили в открытие противостояние против Британской армии. Как сообщили представители ИРА, 10 июля снайперы британцев заняли Корри и укрепили свои позиции мешками с песком, откуда открыли огонь по двум проехавшим автомобилям. Одна из машин уклонилась от выстрелов, вторая замедлила свой ход и остановилась. Из машин выскочили несколько человек, по которым снайперы продолжили стрельбу: первый из выбежавших был ранен в область шеи, подбежавшему рядом человеку прострелили руку. Туда подбежали ещё двое — брат раненого в шею и его друг — и оба были смертельно ранены. Выстрелами были убиты 13-летняя девочка, местный священник в белом одеянии и прохожий (оба пытались поднять девочку, но были убиты одной пулей, которая пробила обе их головы) Никто из жертв не был вооружён, а всего в этот день было убито 10 человек.

### По версии Великобритании
По заявлению представителей армии, по британским снайперам стреляли боевики ИРА, которые нарушили соглашение о прекращении огня. Один из военных заявил, что все погибшие гражданские лица стали жертвами рикошетов пуль и попали под обстрел случайно, а снайперы не пытались умышленно застрелить кого-то из гражданских. 10 июля руководство британской армии официально опровергло слухи об умышленном убийстве гражданских и заявило, что убитыми были только террористы. Позже поступили сообщения, что двое убитых молодых людей были членами ирландской националистической группировки Фианна Эйрин.

## Погибшие

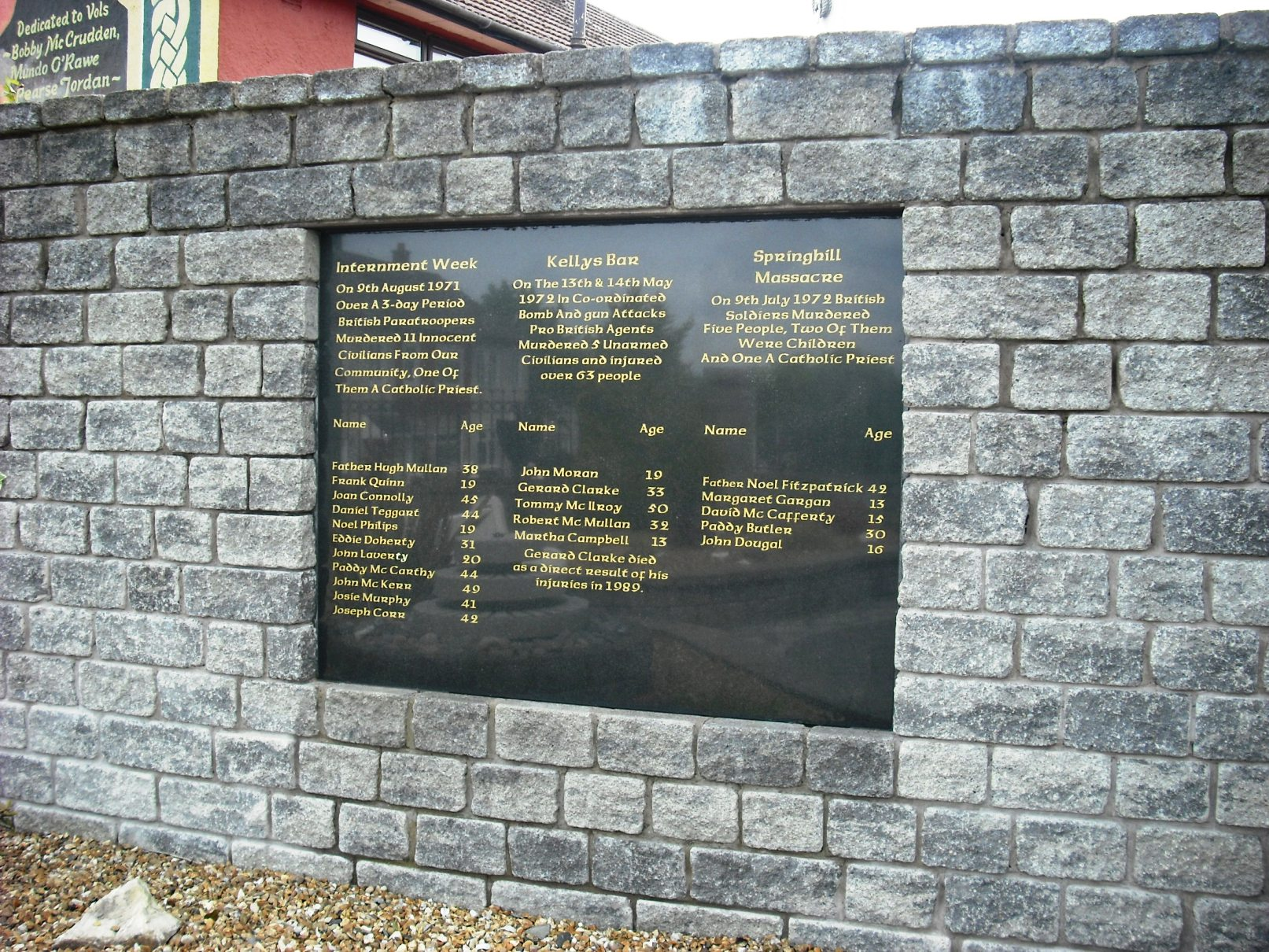
Мемориальная доска в память о погибших в Белфасте

- Маргарет Гарган (13 лет), убита выстрелом в голову
- Джон Дагал (16 лет), убит выстрелом в грудь
- Дэвид Маккеферти (15 лет), убит выстрелом в грудь
- Патрик Батлер (39 лет), убит выстрелом в голову
- Отец Ноэль Фитцпатрик (40 лет), убит выстрелом в шею

## Последствия
- В мае 2005 года Майкл Норман, бывший военнослужащий SAS, был обнаружен мёртвым с фотографиями произошедшей резни. Обстоятельства смерти не выяснены до сих пор, совершил ли он самоубийство или его убили[5].